# Хави
Хавье́р Эрна́ндес Кре́ус (кат. Xavier Hernández i Creus, [ˈʃaβjeɾˈnandeθ]; род. 25 января 1980, Тарраса, Каталония), более известный как Ха́ви — испанский футболист, выступавший на позиции полузащитника. Считается одним из лучших полузащитников Испании всех времён, он славился своим пасом, видением поля, контролем мяча и расположением на поле.
Хави присоединился к молодёжной академии «Барселоны» в возрасте 11 лет и дебютировал в первой команде в августе 1998 года в матче против «Мальорки». В общей сложности он провёл 767 официальных матчей, что является рекордом клуба, ныне принадлежащим Лионелю Месси, и забил 85 голов. Хави — первый игрок в истории клуба, сыгравший 150 матчей в европейских турнирах и Клубном чемпионате мира ФИФА вместе взятых. В составе «Барселоны» Хави выиграл восемь титулов чемпиона Испании и четыре титула Лиги чемпионов УЕФА. В 2009 году Хави занял третье место в номинации «Игрок года» по версии ФИФА, а в 2010 и 2011 годах занял третье место в номинации «Золотой мяч». В 2011 году он занял второе место после Лионеля Месси в номинации «Футболист года в Европе». В 2015 году он перешёл из «Барселоны» в «Аль-Садд», где выиграл четыре трофея, а в 2019 году завершил карьеру. Он является одним из немногих игроков, сыгравших более 1 000 матчей в профессиональной карьере.
В составе сборной Испании Хави выиграл молодёжный чемпионат мира в 1999 году и серебряную медаль Олимпийских игр 2000 года. Дебютировав за сборную в 2000 году, он 133 раза выходил на поле за свою страну и был влиятельной фигурой в успехах команды. Он сыграл важную роль в победе Испании на чемпионате мира 2010 года, а также в победах на Евро-2008 и Евро-2012. Он был признан лучшим игроком турнира на Евро-2008, а также был включён в команду турнира Евро-2008 и 2012. С двумя результативными передачами в финале Евро-2012 Хави стал первым игроком, отметившимся передачами в двух разных европейских финалах. После чемпионата мира 2014 года Хави объявил о том, что больше не будет выступать за сборную.
Хави был четыре раза награждён премией IFFHS «Лучший плеймейкер мира», причём все четыре раза подряд в период с 2008 по 2011 год. Он шесть раз включался в список символической сборной мира по версии FIFPro: с 2008 по 2013 год, и пять раз в команду года УЕФА: с 2008 по 2012 год. В 2020 году Хави был включён в «Команду мечты», величайшую команду всех времён, опубликованную журналом France Football. В 2012 году Хави был награждён премией принцессы Астурийской, а за свою карьеру он выиграл 32 трофея, что делает его вторым в истории испанским игроком с самым большим количеством наград после бывшего партнёра по команде Андреса Иньесты. После завершения карьеры Хави перешёл на тренерскую работу, и в мае 2019 года он был назначен главным тренером катарского клуба «Аль-Садд». В ноябре 2021 года Хави был назначен тренером своего бывшего клуба «Барселона».

## Клубная карьера
Хави — воспитанник футбольной академии «Барселоны». Свою карьеру в составе «Барсы» начал в молодёжной и резервной команде «сине-гранатовых» — «Барселоне Б», которая на тот момент выступала во втором испанском дивизионе.

### «Барселона»
Благодаря своей успешной игре, Хави сумел уже в возрасте восемнадцати лет дебютировать в основном составе «Барселоны». Это случилось 18 августа 1998 года в матче за Суперкубок Испании против «Мальорки». Его первое появление в чемпионате Испании состоялось 3 октября 1998 года в игре против «Валенсии» (3:1). Свой первый гол забил в ворота «Вальядолида», а «Барселона» минимально обыграла соперника со счётом 1:0. В своём первом же сезоне вместе с каталонским клубом стал чемпионом Испании.
Травма Хосепа Гвардиолы в сезоне 1999/00 помогла Хави закрепиться в первой команде, место в которой он сохранял до 2015 года. В сезоне 2004/05 Хави стал вице-капитаном команды. В сезоне 2005/06 Хави порвал связки левого колена на тренировке, из-за чего был выведен из строя на пять месяцев. Он вернулся на поле в апреле и был на скамейке запасных в финале Лиги чемпионов 2006.

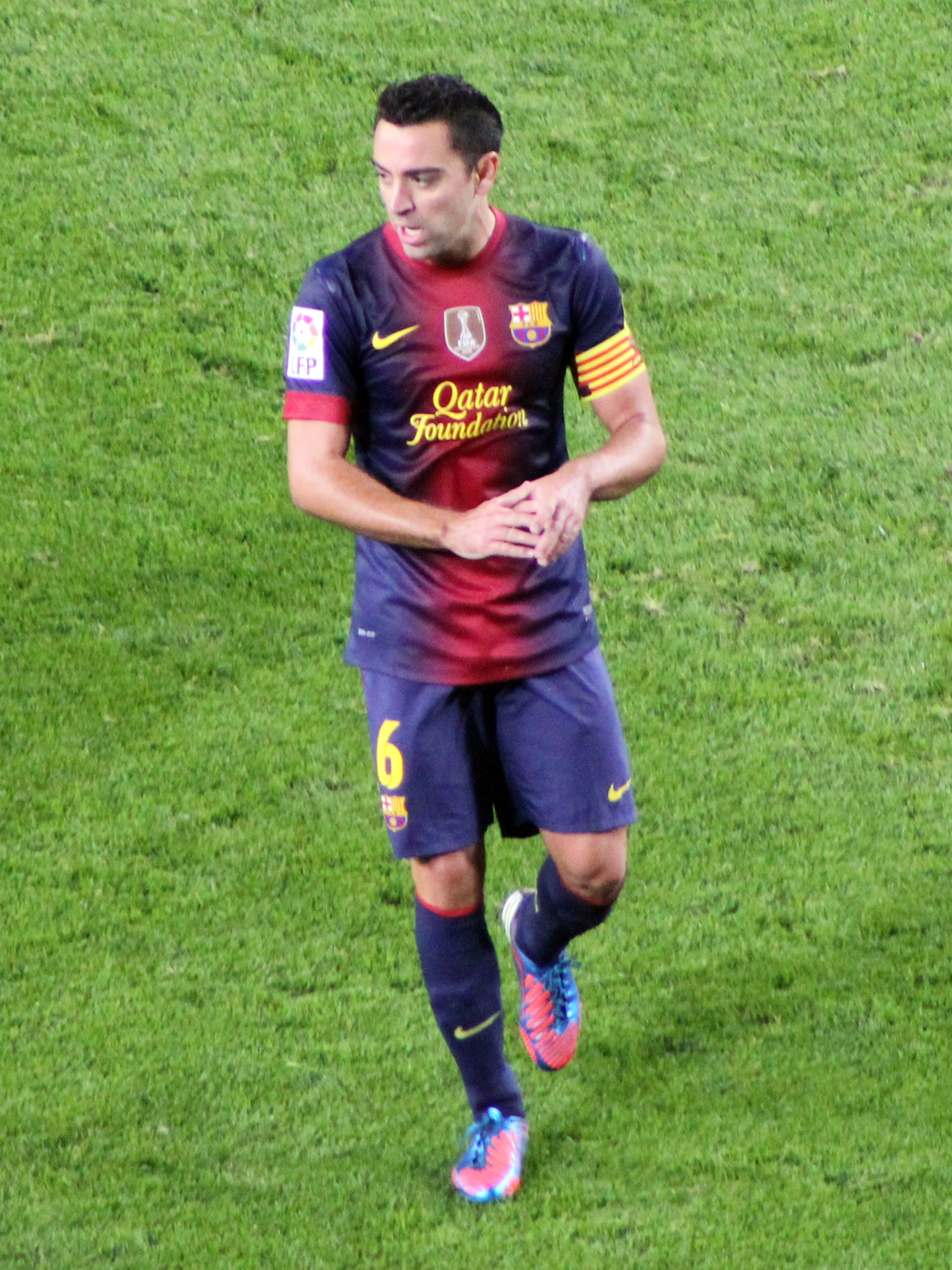
Хави в составе «Барселоны» в сезоне 2012/13

С начала сезона 2008/09 Хави стал основным полузащитником команды. Он забил один из голов в финале Кубка Испании 2008/09 против «Атлетика», отличившись со штрафного. В чемпионате Испании стоит отметить игру против мадридского «Реала», завершившуюся со счётом 6:2. Хави сделал 4 из 6 голевых передач. В финале Лиги чемпионов 2008/09 «каталонцы» обыграли в финале «Манчестер Юнайтед» со счётом 2:0, Хави отдал голевой пас на Лионеля Месси на 70-й минуте матча. По итогам этого розыгрыша Хави был признан лучшим игроком Лиги чемпионов 2008/09. Также он сделал самое большее количество голевых передач в чемпионате Испании (20) и в Лиге чемпионов УЕФА (7). Всего в этом сезоне Хави сделал 29 голевых передач в составе «Барселоны». К концу сезона 2008/09 Хави продлил контракт с клубом до 2014 года. Новый контракт сделал его одним из самых высокооплачиваемых игроков клуба с зарплатой €7,5 млн в год. 16 декабря 2009 года в игре Клубного чемпионата мира против «Аталанты» Хави провёл свой 500-й матч в составе «Барселоны». «Каталонцы» победили со счётом 3:1 и попали в финал, где выиграли у аргентинского «Эстудиантеса». В сезоне 2009/10 Хави снова отдал голевой пас в игре против «Реала», матч завершился со счётом 2:0. «Барселона» выиграла чемпионат с рекордными 99-ю очками в турнирной таблице, а Хави был признан лучшим игроком чемпионата. 3 июня 2010 года испанская газета «Marca» наградила Хави третьим местом в Трофее Альфредо ди Стефано, который вручается лучшему игроку чемпионата Испании. Он уступил лишь Лионелю Месси и Криштиану Роналду.
9 июня 2010 года Хави подписал новый 4-летний контракт с клубом до конца 2014 года. 29 ноября он забил свой третий гол в ворота «Реала», а «каталонцы» разгромили соперника со счётом 5:0. 18 декабря он забил ещё один гол в матче против «Эспаньола» (5:1). Также Хави забил гол в ворота лондонского «Арсенала» в домашнем матче Лиги чемпионов 2009/10, этот мяч помог «Барселоне» добраться до четвертьфинала. Он был одним из трёх номинантов на Золотой мяч ФИФА, но уступил первое место Андресу Иньесте и Лионелю Месси. 2 января 2011 года игра чемпионата против «Леванте» стала для Хави 549-й в «Барселоне» и он сравнялся по этому показателю с легендой клуба Мигелем. 5 января 2011 года в ответном матче 1/8 финала Кубка Испании против «Атлетика» Хави провёл 550-й матч за «Барселону», и тем самым стал футболистом, отыгравшем наибольшее количество матчей за каталонский клуб. 10 декабря 2011 года Хави провёл свой 600-й матч за «Барселону» и вновь забил гол мадридскому «Реалу» (3:1).
10 апреля 2014 года Хави стал первым, кто совершил 100 % точных передач в матче Лиги чемпионов, он добился этого уникального достижения в ответном четвертьфинальном матче против мадридского «Атлетико». Впрочем, согласно статистике УЕФА, точность передач Хави составила лишь 92 %. 21 мая 2015 года Хави объявил о своём грядущем уходе летом из «Барселоны». Он продолжил карьеру в катарском клубе «Аль-Садд». 6 июня 2015 года полузащитник провёл последний матч за «Барселону». Это случилось в финале Лиги чемпионов УЕФА против «Ювентуса» (3:1). Этот матч стал для Хави 151-м в главном европейском турнире. Всего за «Барселону» каталонец провёл более 750 матчей, в том числе 505 игр в чемпионате Испании (один из 8 футболистов в истории, сыгравших 500 матчей в чемпионате Испании).

### «Аль Садд»
11 июня 2015 года Хави представлен в качестве игрока «Аль-Садда». Срок контракта хавбека рассчитан на три года с возможностью продления в качестве тренера. Его зарплата составила 10 миллионов евро в год. 13 сентября Хави дебютировал в составе «Аль-Садда» в матче с «Аль-Месаимером», в котором его команда выиграла 4:0. 22 сентября забил дебютный гол за «Аль-Садд», поразив ворота «Умм-Салаль» уже на 12 минуте матча. Матч закончился вничью — 2:2. 20 мая 2019 года сыграл свой последний матч в карьере.

## Карьера в сборной

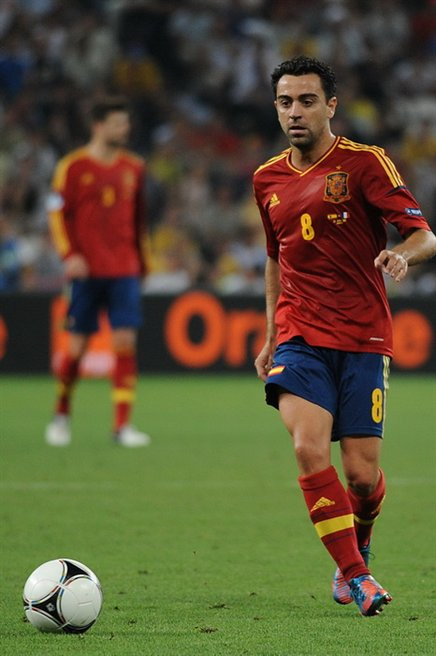
Хави в составе сборной Испании на Евро-2012

15 ноября 2000 года Хави дебютировал в национальной сборной Испании в товарищеском матче против сборной Нидерландов. Полузащитник вышел с первых минут и провёл на поле всю игру. В отборочных матчах к чемпионату мира 2002 года Хави почти не играл — на его счету только матч с Австрией (4:0), что, однако, не повлияло на решение Хосе Антонио Камачо включить его в заявку на «мундиаль». На турнире Хави сыграл полный матч с ЮАР и два тайма дополнительного времени в игре против Южной Кореи, в которой испанцы уступили на стадии четвертьфинала. В отборочном турнире к Евро-2004 Хави играл чаще — в 5 матчах из 8 — и вместе со сборной поехал на турнир, завершившийся для испанцев очень неудачно. «Красная фурия», попавшая в одну группу с Португалией и Грецией, будущими финалистами турнира, заняла в ней лишь 3 место, а Хави ни разу не появился на поле. Неудачным для сборной Испании стал и чемпионат мира 2006 года. Команда слабо провела отборочный турнир, пробившись в финальную часть только через сито квалификации (Хави сыграл в 7 матчах из 12). Финальный турнир оставил противоречивое впечатление от испанцев — они одержали все три возможные победы на групповом этапе, но уже в первом раунде плей-офф уступили французам со счётом 3:1. Хави играл более важную роль в команде, чем два года назад — он провёл все 4 матча на «мундиале» и во всех выходил в основе.
Хави был вызван в сборную Испании на чемпионат мира 2010 года в ЮАР, где в итоге стал чемпионом мира. Полузащитник выходил со старта во всех играх и лишь однажды был заменён до конца встречи. Он пробивал как штрафные удары (26) и угловые (15), так и просто свободные удары (47). Хави был включён в символическую сборную турнира. 25 марта 2011 года Хави сыграл свой 100-й матч за сборную Испании против сборной Чехии, когда «Красная Фурия» победили дома со счётом 2:1 в квалификации Евро-2012. 5 августа 2014 года Хави официально объявил об уходе из сборной Испании, за которую он провёл во всех турнирах 133 матча и забил 13 голов.

## Игровая характеристика
Хави Эрнандес невысокого роста, техничный, обладающий хорошим видением поля. «Визитной карточкой» игрока являлись передачи. Хави был главным распасовщиком «Барселоны», особенно ему удавались разрезающие пасы низом, часто через группу игроков соперника. Хави был универсален, мог действовать в роли плеймейкера, поддерживать опорную зону, сыграть на фланге полузащиты. При этом он мало забивал, хотя и обладал неплохим ударом.
В «Барселоне» Хави был хорошо сыгран со своими партнёрами по команде. Особенно ярко проявлялось его взаимодействие в центре полузащиты с Андресом Иньестой. Связка, иногда именуемая «Хавиньестой», считалась одной из лучших в мире. Рой Ходжсон назвал Хави и Иньесту «строителями испанского стиля, основанного на коротких быстрых передачах». Того же мнения придерживается глава Технического комитета УЕФА Энди Роксбург, который после присуждения Хави звания лучшего футболиста чемпионата Европы 2008 года, заявил, что он олицетворяет собой испанский стиль игры.

## Тренерская карьера
28 мая 2019 года Хави официально приступил к тренерской деятельности, став главным тренером катарского клуба «Аль-Садд». В августе выиграл Кубок шейха Яссима, свой первый трофей в роли главного тренера. 17 января 2020 года выиграл Кубок наследного принца Катара.
6 ноября 2021 года Хави официально стал тренером «Барселоны», подписав контракт до 2024 года. 20 ноября 2021 года провёл свой первый матч в качестве тренера каталонского клуба против «Эспаньола», в котором команда одержала минимальную победу со счётом 1:0. 24 мая 2024 года «Барселона» объявила, что Хави покинет команду после окончания сезона 2023/24.

## Личная жизнь
Женился 13 июля 2013 года на журналистке Нурии Куниллере. 3 января 2016 года родилась дочка Азия, а 19 ноября 2018 году у пары родился сын Дэн.

## Статистика игрока

### Клубная статистика
| Клуб             | Сезон            | Лига | Лига | Кубок | Кубок | Еврокубки | Еврокубки | Другие | Другие | Итого | Итого |
| Клуб             | Сезон            | Игры | Голы | Игры  | Голы  | Игры      | Голы      | Игры   | Голы   | Игры  | Голы  |
| ---------------- | ---------------- | ---- | ---- | ----- | ----- | --------- | --------- | ------ | ------ | ----- | ----- |
| Барселона        | 1998/99          | 17   | 1    | 2     | 0     | 6         | 0         | 1      | 1      | 26    | 2     |
| Барселона        | 1999/00          | 24   | 0    | 4     | 1     | 10        | 1         | 0      | 0      | 38    | 2     |
| Барселона        | 2000/01          | 20   | 2    | 7     | 0     | 9         | 0         | -      | -      | 36    | 2     |
| Барселона        | 2001/02          | 35   | 4    | 1     | 0     | 16        | 0         | -      | -      | 52    | 4     |
| Барселона        | 2002/03          | 29   | 2    | 1     | 0     | 14        | 1         | -      | -      | 44    | 3     |
| Барселона        | 2003/04          | 36   | 4    | 6     | 0     | 7         | 1         | -      | -      | 49    | 5     |
| Барселона        | 2004/05          | 36   | 3    | 1     | 0     | 8         | 0         | -      | -      | 45    | 3     |
| Барселона        | 2005/06          | 16   | 0    | 0     | 0     | 4         | 0         | 2      | 0      | 22    | 0     |
| Барселона        | 2006/07          | 35   | 3    | 7     | 2     | 7         | 0         | 5      | 1      | 54    | 6     |
| Барселона        | 2007/08          | 35   | 7    | 7     | 1     | 12        | 1         | -      | -      | 54    | 9     |
| Барселона        | 2008/09          | 35   | 6    | 5     | 1     | 14        | 3         | -      | -      | 54    | 10    |
| Барселона        | 2009/10          | 34   | 3    | 3     | 2     | 11        | 1         | 5      | 1      | 53    | 7     |
| Барселона        | 2010/11          | 31   | 3    | 6     | 0     | 12        | 2         | 1      | 0      | 50    | 5     |
| Барселона        | 2011/12          | 31   | 10   | 7     | 2     | 9         | 1         | 4      | 1      | 51    | 14    |
| Барселона        | 2012/13          | 30   | 5    | 5     | 0     | 11        | 1         | 2      | 1      | 48    | 7     |
| Барселона        | 2013/14          | 30   | 3    | 5     | 0     | 10        | 1         | 2      | 0      | 47    | 4     |
| Барселона        | 2014/15          | 31   | 2    | 3     | 0     | 10        | 0         | -      | -      | 44    | 2     |
| Барселона        | Всего            | 505  | 58   | 70    | 9     | 170       | 13        | 22     | 5      | 767   | 85    |
| Аль-Садд         | 2015/16          | 24   | 3    | 3     | 0     | 1         | 0         | 2      | 0      | 30    | 3     |
| Аль-Садд         | 2016/17          | 26   | 10   | 3     | 0     | 1         | 0         | 2      | 0      | 32    | 10    |
| Аль-Садд         | 2017/18          | 18   | 6    | 0     | 0     | 7         | 1         | 3      | 0      | 28    | 7     |
| Аль-Садд         | 2018/19          | 14   | 2    | 3     | 0     | 8         | 3         | 0      | 0      | 25    | 5     |
| Аль-Садд         | Всего            | 82   | 21   | 9     | 0     | 17        | 4         | 7      | 0      | 115   | 25    |
| Всего за карьеру | Всего за карьеру | 587  | 79   | 79    | 9     | 187       | 17        | 29     | 5      | 882   | 110   |

### Выступления за сборную
| Сборная          | Год              | Отборочные матчи ЧМ | Отборочные матчи ЧМ | Финальные матчи ЧМ | Финальные матчи ЧМ | Отборочные матчи ЧЕ | Отборочные матчи ЧЕ | Финальные матчи ЧЕ | Финальные матчи ЧЕ | Кубки конфедераций | Кубки конфедераций | Товарищеские матчи | Товарищеские матчи | Итого | Итого |
| Сборная          | Год              | Игры                | Голы                | Игры               | Голы               | Игры                | Голы                | Игры               | Голы               | Игры               | Голы               | Игры               | Голы               | Игры  | Голы  |
| ---------------- | ---------------- | ------------------- | ------------------- | ------------------ | ------------------ | ------------------- | ------------------- | ------------------ | ------------------ | ------------------ | ------------------ | ------------------ | ------------------ | ----- | ----- |
| Испания          | 2000             | -                   | -                   | -                  | -                  | -                   | -                   | -                  | -                  | -                  | -                  | 1                  | 0                  | 1     | 0     |
| Испания          | 2001             | 1                   | 0                   | -                  | -                  | -                   | -                   | -                  | -                  | -                  | -                  | -                  | -                  | 1     | 0     |
| Испания          | 2002             | -                   | -                   | 3                  | 0                  | 2                   | 0                   | -                  | -                  | -                  | -                  | 4                  | 0                  | 9     | 0     |
| Испания          | 2003             | -                   | -                   | -                  | -                  | 3                   | 0                   | -                  | -                  | -                  | -                  | 2                  | 0                  | 5     | 0     |
| Испания          | 2004             | 2                   | 0                   | -                  | -                  | -                   | -                   | -                  | -                  | -                  | -                  | 4                  | 0                  | 6     | 0     |
| Испания          | 2005             | 8                   | 0                   | -                  | -                  | -                   | -                   | -                  | -                  | -                  | -                  | 3                  | 1                  | 11    | 1     |
| Испания          | 2006             | -                   | -                   | 4                  | 0                  | 2                   | 1                   | -                  | -                  | -                  | -                  | 4                  | 1                  | 10    | 2     |
| Испания          | 2007             | -                   | -                   | -                  | -                  | 8                   | 3                   | -                  | -                  | -                  | -                  | 3                  | 0                  | 11    | 3     |
| Испания          | 2008             | 4                   | 0                   | -                  | -                  | -                   | -                   | 5                  | 1                  | -                  | -                  | 6                  | 2                  | 15    | 3     |
| Испания          | 2009             | 5                   | 0                   | -                  | -                  | -                   | -                   | -                  | -                  | 4                  | 0                  | 5                  | 0                  | 14    | 0     |
| Испания          | 2010             | -                   | -                   | 7                  | 0                  | 1                   | 0                   | -                  | -                  | -                  | -                  | 7                  | 0                  | 15    | 0     |
| Испания          | 2011             | -                   | -                   | -                  | -                  | 5                   | 2                   | -                  | -                  | -                  | -                  | 4                  | 0                  | 9     | 2     |
| Испания          | 2012             | 3                   | 0                   | -                  | -                  | -                   | -                   | 6                  | 0                  | -                  | -                  | 3                  | 1                  | 12    | 1     |
| Испания          | 2013             | 4                   | 1                   | -                  | -                  | -                   | -                   | -                  | -                  | 4                  | 0                  | 3                  | 0                  | 11    | 1     |
| Испания          | 2014             | -                   | -                   | 1                  | 0                  | -                   | -                   | -                  | -                  | -                  | -                  | 2                  | 0                  | 3     | 0     |
| Всего за карьеру | Всего за карьеру | 27                  | 1                   | 15                 | 0                  | 21                  | 6                   | 11                 | 1                  | 8                  | 0                  | 51                 | 5                  | 133   | 13    |

### Матчи и голы за сборную
| Матчи и голы Хави за сборную Испании | Матчи и голы Хави за сборную Испании | Матчи и голы Хави за сборную Испании | Матчи и голы Хави за сборную Испании | Матчи и голы Хави за сборную Испании | Матчи и голы Хави за сборную Испании |
| №                                    | Дата                                 | Оппонент                             | Счёт                                 | Голы                                 | Соревнование                         |
| ------------------------------------ | ------------------------------------ | ------------------------------------ | ------------------------------------ | ------------------------------------ | ------------------------------------ |
| 1                                    | 15 ноября 2000                       | Нидерланды                           | 1:2                                  | -                                    | Товарищеский матч                    |
| 2                                    | 1 сентября 2001                      | Австрия                              | 4:0                                  | -                                    | Отборочные матчи ЧМ-2002             |
| 3                                    | 13 февраля 2002                      | Португалия                           | 1:1                                  | -                                    | Товарищеский матч                    |
| 4                                    | 7 июня 2002                          | Парагвай                             | 3:1                                  | -                                    | Финальные матчи ЧМ-2002              |
| 5                                    | 12 июня 2002                         | ЮАР                                  | 3:2                                  | -                                    | Финальные матчи ЧМ-2002              |
| 6                                    | 22 июня 2002                         | Республика Корея                     | 0:0 (3:5 пен.)                       | -                                    | Финальные матчи ЧМ-2002              |
| 7                                    | 21 августа 2002                      | Венгрия                              | 1:1                                  | -                                    | Товарищеский матч                    |
| 8                                    | 7 сентября 2002                      | Греция                               | 2:0                                  | -                                    | Отборочные матчи ЧЕ-2004             |
| 9                                    | 12 октября 2002                      | Северная Ирландия                    | 3:0                                  | -                                    | Отборочные матчи ЧЕ-2004             |
| 10                                   | 16 октября 2002                      | Парагвай                             | 0:0                                  | -                                    | Товарищеский матч                    |
| 11                                   | 20 ноября 2002                       | Болгария                             | 1:0                                  | -                                    | Товарищеский матч                    |
| 12                                   | 12 февраля 2003                      | Германия                             | 3:1                                  | -                                    | Товарищеский матч                    |
| 13                                   | 29 марта 2003                        | Украина                              | 2:2                                  | -                                    | Отборочные матчи ЧЕ-2004             |
| 14                                   | 2 апреля 2003                        | Армения                              | 3:0                                  | -                                    | Отборочные матчи ЧЕ-2004             |
| 15                                   | 6 сентября 2003                      | Португалия                           | 3:0                                  | -                                    | Товарищеский матч                    |
| 16                                   | 10 сентября 2003                     | Украина                              | 2:1                                  | -                                    | Отборочные матчи ЧЕ-2004             |
| 17                                   | 18 февраля 2004                      | Перу                                 | 2:1                                  | -                                    | Товарищеский матч                    |
| 18                                   | 28 апреля 2004                       | Италия                               | 1:1                                  | -                                    | Товарищеский матч                    |
| 19                                   | 5 июня 2004                          | Андорра                              | 4:0                                  | -                                    | Товарищеский матч                    |
| 20                                   | 9 октября 2004                       | Бельгия                              | 2:0                                  | -                                    | Отборочные матчи ЧМ-2006             |
| 21                                   | 13 октября 2004                      | Литва                                | 0:0                                  | -                                    | Отборочные матчи ЧМ-2006             |
| 22                                   | 17 ноября 2004                       | Англия                               | 1:0                                  | -                                    | Товарищеский матч                    |
| 23                                   | 9 февраля 2005                       | Сан-Марино                           | 5:0                                  | -                                    | Отборочные матчи ЧМ-2006             |
| 24                                   | 26 марта 2005                        | Китай                                | 3:0                                  | 1                                    | Товарищеский матч                    |
| 25                                   | 30 марта 2005                        | Сербия и Черногория                  | 0:0                                  | -                                    | Отборочные матчи ЧМ-2006             |
| 26                                   | 4 июня 2005                          | Литва                                | 1:0                                  | -                                    | Отборочные матчи ЧМ-2006             |
| 27                                   | 8 июня 2005                          | Босния и Герцеговина                 | 1:1                                  | -                                    | Отборочные матчи ЧМ-2006             |
| 28                                   | 17 августа 2005                      | Уругвай                              | 2:0                                  | -                                    | Товарищеский матч                    |
| 29                                   | 3 сентября 2005                      | Канада                               | 2:1                                  | -                                    | Товарищеский матч                    |
| 30                                   | 7 сентября 2005                      | Сербия и Черногория                  | 1:1                                  | -                                    | Отборочные матчи ЧМ-2006             |
| 31                                   | 8 октября 2005                       | Бельгия                              | 2:0                                  | -                                    | Отборочные матчи ЧМ-2006             |
| 32                                   | 12 ноября 2005                       | Словакия                             | 5:1                                  | -                                    | Отборочные матчи ЧМ-2006             |
| 33                                   | 16 ноября 2005                       | Словакия                             | 1:1                                  | -                                    | Отборочные матчи ЧМ-2006             |
| 34                                   | 27 мая 2006                          | Россия                               | 0:0                                  | -                                    | Товарищеский матч                    |
| 35                                   | 3 июня 2006                          | Египет                               | 2:0                                  | -                                    | Товарищеский матч                    |
| 36                                   | 7 июня 2006                          | Хорватия                             | 2:1                                  | -                                    | Товарищеский матч                    |
| 37                                   | 14 июня 2006                         | Украина                              | 4:0                                  | -                                    | Финальные матчи ЧМ-2006              |
| 38                                   | 19 июня 2006                         | Тунис                                | 3:1                                  | -                                    | Финальные матчи ЧМ-2006              |
| 39                                   | 23 июня 2006                         | Саудовская Аравия                    | 1:0                                  | -                                    | Финальные матчи ЧМ-2006              |
| 40                                   | 27 июня 2006                         | Франция                              | 1:3                                  | -                                    | Финальные матчи ЧМ-2006              |
| 41                                   | 6 сентября 2006                      | Северная Ирландия                    | 2:3                                  | 1                                    | Отборочные матчи ЧЕ-2008             |
| 42                                   | 7 октября 2006                       | Швеция                               | 0:2                                  | -                                    | Отборочные матчи ЧЕ-2008             |
| 43                                   | 11 октября 2006                      | Аргентина                            | 2:1                                  | 1                                    | Товарищеский матч                    |
| 44                                   | 7 февраля 2007                       | Англия                               | 1:0                                  | -                                    | Товарищеский матч                    |
| 45                                   | 24 марта 2007                        | Дания                                | 2:1                                  | -                                    | Отборочные матчи ЧЕ-2008             |
| 46                                   | 28 марта 2007                        | Исландия                             | 1:0                                  | -                                    | Отборочные матчи ЧЕ-2008             |
| 47                                   | 2 июня 2007                          | Латвия                               | 2:0                                  | 1                                    | Отборочные матчи ЧЕ-2008             |
| 48                                   | 22 августа 2007                      | Греция                               | 3:2                                  | -                                    | Товарищеский матч                    |
| 49                                   | 8 сентября 2007                      | Исландия                             | 1:1                                  | -                                    | Отборочные матчи ЧЕ-2008             |
| 50                                   | 12 сентября 2007                     | Латвия                               | 2:0                                  | 1                                    | Отборочные матчи ЧЕ-2008             |
| 51                                   | 13 октября 2007                      | Дания                                | 3:1                                  | -                                    | Отборочные матчи ЧЕ-2008             |
| 52                                   | 17 октября 2007                      | Финляндия                            | 0:0                                  | -                                    | Товарищеский матч                    |
| 53                                   | 17 ноября 2007                       | Швеция                               | 3:0                                  | -                                    | Отборочные матчи ЧЕ-2008             |
| 54                                   | 21 ноября 2007                       | Северная Ирландия                    | 1:0                                  | 1                                    | Отборочные матчи ЧЕ-2008             |
| 55                                   | 6 февраля 2008                       | Франция                              | 1:0                                  | -                                    | Товарищеский матч                    |
| 56                                   | 26 марта 2008                        | Италия                               | 1:0                                  | -                                    | Товарищеский матч                    |
| 57                                   | 31 мая 2008                          | Перу                                 | 2:1                                  | -                                    | Товарищеский матч                    |
| 58                                   | 4 июня 2008                          | США                                  | 1:0                                  | 1                                    | Товарищеский матч                    |
| 59                                   | 10 июня 2008                         | Россия                               | 4:1                                  | -                                    | Финальные матчи ЧЕ-2008              |
| 60                                   | 14 июня 2008                         | Швеция                               | 2:1                                  | -                                    | Финальные матчи ЧЕ-2008              |
| 61                                   | 22 июня 2008                         | Италия                               | 0:0 (4:2 пен.)                       | -                                    | Финальные матчи ЧЕ-2008              |
| 62                                   | 26 июня 2008                         | Россия                               | 3:0                                  | 1                                    | Финальные матчи ЧЕ-2008              |
| 63                                   | 29 июня 2008                         | Германия                             | 1:0                                  | -                                    | Финальные матчи ЧЕ-2008              |
| 64                                   | 20 августа 2008                      | Дания                                | 3:0                                  | 1                                    | Товарищеский матч                    |
| 65                                   | 6 сентября 2008                      | Босния и Герцеговина                 | 1:0                                  | -                                    | Отборочные матчи ЧМ-2010             |
| 66                                   | 10 сентября 2008                     | Армения                              | 4:0                                  | -                                    | Отборочные матчи ЧМ-2010             |
| 67                                   | 11 октября 2008                      | Эстония                              | 3:0                                  | -                                    | Отборочные матчи ЧМ-2010             |
| 68                                   | 15 октября 2008                      | Бельгия                              | 2:1                                  | -                                    | Отборочные матчи ЧМ-2010             |
| 69                                   | 19 ноября 2008                       | Чили                                 | 3:0                                  | -                                    | Товарищеский матч                    |
| 70                                   | 11 февраля 2009                      | Англия                               | 2:0                                  | -                                    | Товарищеский матч                    |
| 71                                   | 28 марта 2009                        | Турция                               | 1:0                                  | -                                    | Отборочные матчи ЧМ-2010             |
| 72                                   | 1 апреля 2009                        | Турция                               | 2:1                                  | -                                    | Отборочные матчи ЧМ-2010             |
| 73                                   | 9 июня 2009                          | Азербайджан                          | 6:0                                  | -                                    | Товарищеский матч                    |
| 74                                   | 14 июня 2009                         | Новая Зеландия                       | 5:0                                  | -                                    | Кубок конфедераций 2009              |
| 75                                   | 17 июня 2009                         | Ирак                                 | 1:0                                  | -                                    | Кубок конфедераций 2009              |
| 76                                   | 20 июня 2009                         | ЮАР                                  | 2:0                                  | -                                    | Кубок конфедераций 2009              |
| 77                                   | 24 июня 2009                         | США                                  | 0:2                                  | -                                    | Кубок конфедераций 2009              |
| 78                                   | 12 августа 2009                      | Македония                            | 3:2                                  | -                                    | Товарищеский матч                    |
| 79                                   | 5 сентября 2009                      | Бельгия                              | 5:0                                  | -                                    | Отборочные матчи ЧМ-2010             |
| 80                                   | 9 сентября 2009                      | Эстония                              | 3:0                                  | -                                    | Отборочные матчи ЧМ-2010             |
| 81                                   | 10 октября 2009                      | Армения                              | 2:1                                  | -                                    | Отборочные матчи ЧМ-2010             |
| 82                                   | 14 ноября 2009                       | Аргентина                            | 2:1                                  | -                                    | Товарищеский матч                    |
| 83                                   | 18 ноября 2009                       | Австрия                              | 5:1                                  | -                                    | Товарищеский матч                    |
| 84                                   | 3 марта 2010                         | Франция                              | 2:0                                  | -                                    | Товарищеский матч                    |
| 85                                   | 29 мая 2010                          | Саудовская Аравия                    | 3:2                                  | -                                    | Товарищеский матч                    |
| 86                                   | 3 июня 2010                          | Республика Корея                     | 1:0                                  | -                                    | Товарищеский матч                    |
| 87                                   | 8 июня 2010                          | Польша                               | 6:0                                  | -                                    | Товарищеский матч                    |
| 88                                   | 16 июня 2010                         | Швейцария                            | 0:1                                  | -                                    | Финальные матчи ЧМ-2010              |
| 89                                   | 21 июня 2010                         | Гондурас                             | 2:0                                  | -                                    | Финальные матчи ЧМ-2010              |
| 90                                   | 25 июня 2010                         | Чили                                 | 2:1                                  | -                                    | Финальные матчи ЧМ-2010              |
| 91                                   | 29 июня 2010                         | Португалия                           | 1:0                                  | -                                    | Финальные матчи ЧМ-2010              |
| 92                                   | 3 июля 2010                          | Парагвай                             | 1:0                                  | -                                    | Финальные матчи ЧМ-2010              |
| 93                                   | 7 июля 2010                          | Германия                             | 1:0                                  | -                                    | Финальные матчи ЧМ-2010              |
| 94                                   | 11 июля 2010                         | Нидерланды                           | 1:0                                  | -                                    | Финальные матчи ЧМ-2010              |
| 95                                   | 11 августа 2010                      | Мексика                              | 1:1                                  | -                                    | Товарищеский матч                    |
| 96                                   | 3 сентября 2010                      | Лихтенштейн                          | 4:0                                  | -                                    | Отборочные матчи ЧЕ-2012             |
| 97                                   | 7 сентября 2010                      | Аргентина                            | 1:4                                  | -                                    | Товарищеский матч                    |
| 98                                   | 17 ноября 2010                       | Португалия                           | 0:4                                  | -                                    | Товарищеский матч                    |
| 99                                   | 9 февраля 2011                       | Колумбия                             | 1:0                                  | -                                    | Товарищеский матч                    |
| 100                                  | 25 марта 2011                        | Чехия                                | 2:1                                  | -                                    | Отборочные матчи ЧЕ-2012             |
| 101                                  | 29 марта 2011                        | Литва                                | 3:1                                  | 1                                    | Отборочные матчи ЧЕ-2012             |
| 102                                  | 2 сентября 2011                      | Чили                                 | 3:2                                  | -                                    | Товарищеский матч                    |
| 103                                  | 6 сентября 2011                      | Лихтенштейн                          | 6:0                                  | 1                                    | Отборочные матчи ЧЕ-2012             |
| 104                                  | 7 октября 2011                       | Чехия                                | 2:0                                  | -                                    | Отборочные матчи ЧЕ-2012             |
| 105                                  | 11 октября 2011                      | Шотландия                            | 3:1                                  | -                                    | Отборочные матчи ЧЕ-2012             |
| 106                                  | 12 ноября 2011                       | Англия                               | 0:1                                  | -                                    | Товарищеский матч                    |
| 107                                  | 15 ноября 2011                       | Коста-Рика                           | 2:2                                  | -                                    | Товарищеский матч                    |
| 108                                  | 29 февраля 2012                      | Венесуэла                            | 5:0                                  | -                                    | Товарищеский матч                    |
| 109                                  | 5 июня 2012                          | Китай                                | 1:0                                  | -                                    | Товарищеский матч                    |
| 110                                  | 10 июня 2012                         | Италия                               | 1:1                                  | -                                    | Финальные матчи ЧЕ-2012              |
| 111                                  | 14 июня 2012                         | Ирландия                             | 4:0                                  | -                                    | Финальные матчи ЧЕ-2012              |
| 112                                  | 18 июня 2012                         | Хорватия                             | 1:0                                  | -                                    | Финальные матчи ЧЕ-2012              |
| 113                                  | 23 июня 2012                         | Франция                              | 2:0                                  | -                                    | Финальные матчи ЧЕ-2012              |
| 114                                  | 27 июня 2012                         | Португалия                           | 0:0 (4:2 пен.)                       | -                                    | Финальные матчи ЧЕ-2012              |
| 115                                  | 1 июля 2012                          | Италия                               | 4:0                                  | -                                    | Финальные матчи ЧЕ-2012              |
| 116                                  | 7 сентября 2012                      | Саудовская Аравия                    | 5:0                                  | 1                                    | Товарищеский матч                    |
| 117                                  | 11 сентября 2012                     | Грузия                               | 1:0                                  | -                                    | Отборочные матчи ЧМ-2014             |
| 118                                  | 12 октября 2012                      | Беларусь                             | 4:0                                  | -                                    | Отборочные матчи ЧМ-2014             |
| 119                                  | 16 октября 2012                      | Франция                              | 1:1                                  | -                                    | Отборочные матчи ЧМ-2014             |
| 120                                  | 26 марта 2013                        | Франция                              | 1:0                                  | -                                    | Отборочные матчи ЧМ-2014             |
| 121                                  | 8 июня 2013                          | Гаити                                | 2:1                                  | -                                    | Товарищеский матч                    |
| 122                                  | 11 июня 2013                         | Ирландия                             | 2:0                                  | -                                    | Товарищеский матч                    |
| 123                                  | 16 июня 2013                         | Уругвай                              | 2:1                                  | -                                    | Кубок конфедераций 2013              |
| 124                                  | 23 июня 2013                         | Нигерия                              | 3:0                                  | -                                    | Кубок конфедераций 2013              |
| 125                                  | 27 июня 2013                         | Италия                               | 0:0 (7:6 пен.)                       | -                                    | Кубок конфедераций 2013              |
| 126                                  | 30 июня 2013                         | Бразилия                             | 0:3                                  | -                                    | Кубок конфедераций 2013              |
| 127                                  | 6 сентября 2013                      | Финляндия                            | 2:0                                  | -                                    | Отборочные матчи ЧМ-2014             |
| 128                                  | 10 сентября 2013                     | Чили                                 | 2:2                                  | -                                    | Товарищеский матч                    |
| 129                                  | 11 октября 2013                      | Беларусь                             | 2:1                                  | 1                                    | Отборочные матчи ЧМ-2014             |
| 130                                  | 15 октября 2013                      | Грузия                               | 2:0                                  | -                                    | Отборочные матчи ЧМ-2014             |
| 131                                  | 30 мая 2014                          | Боливия                              | 2:0                                  | -                                    | Товарищеский матч                    |
| 132                                  | 7 июня 2014                          | Сальвадор                            | 2:0                                  | -                                    | Товарищеский матч                    |
| 133                                  | 13 июня 2014                         | Нидерланды                           | 1:5                                  | -                                    | Финальные матчи ЧМ-2014              |

Итого: 133 матча / 13 голов; 100 побед, 22 ничьи, 11 поражений.

## Статистика тренера
| Команда   | Начало работы | Окончание работы | Результаты | Результаты | Результаты | Результаты | Результаты |
| Команда   | Начало работы | Окончание работы | И          | В          | Н          | П          | % побед    |
| --------- | ------------- | ---------------- | ---------- | ---------- | ---------- | ---------- | ---------- |
| Аль-Садд  | 28 мая 2019   | 5 ноября 2021    | 96         | 66         | 13         | 17         | 068,75     |
| Барселона | 6 ноября 2021 | 26 мая 2024      | 143        | 91         | 23         | 29         | 063,64     |
| Всего     | Всего         | Всего            | 239        | 157        | 36         | 46         | 065,69     |

## Достижения

### Достижения в качестве игрока
«Барселона»
- Чемпион Испании (8): 1998/99, 2004/05, 2005/06, 2008/09, 2009/10, 2010/11, 2012/13, 2014/15
- Обладатель Кубка Испании (3): 2008/09, 2011/12, 2014/15
- Обладатель Суперкубка Испании (6): 2005, 2006, 2009, 2010, 2011, 2013
- Победитель Лиги чемпионов (4): 2005/06, 2008/09, 2010/11, 2014/15
- Обладатель Суперкубка УЕФА (2): 2009, 2011
- Победитель Клубного чемпионата мира (2): 2009, 2011

«Аль-Садд»
- Чемпион Катара: 2018/19
- Обладатель Кубка наследного принца Катара: 2017
- Обладатель Кубка эмира Катара: 2017
- Обладатель Кубка шейха Яссима: 2017

Сборная Испании
- Чемпион мира: 2010
- Чемпион Европы (2): 2008, 2012
- Победитель молодёжного чемпионата мира: 1999

### Достижения в качестве тренера
«Аль-Садд»
- Чемпион Катара: 2020/21[45]
- Обладатель Кубка наследного принца Катара (2): 2020, 2021
- Обладатель Кубка шейха Яссима: 2019
- Обладатель Кубка эмира Катара (2): 2020, 2021
- Обладатель Кубка звёзд Катара: 2019/20

«Барселона»
- Чемпион Испании: 2022/23
- Обладатель Суперкубка Испании: 2023

### Личные награды и рекорды
- Обладатель премии «Дон Балон»: 2004/05
- Лучший игрок Евро-2008
- Лучший плеймейкер года по версии IFFHS (4): 2008, 2009, 2010, 2011[46]
- Лучший полузащитник чемпионата Испании 2008/2009
- Лучший полузащитник Лиги чемпионов УЕФА 2008/09
- Лучший игрок финала Лиги чемпионов УЕФА 2008/09
- Лучший полузащитник года по версии УЕФА: 2008/09
- Лучший ассистент чемпионата Испании 2009/10
- Лучший футболист мира по версии World Soccer: 2010
- Входит в состав символической сборной чемпионата Европы 2008 по версии УЕФА
- Входит в состав символической сборной чемпионата мира 2010 года по версии ФИФА
- Входит в состав символической сборной чемпионата Европы 2012 по версии УЕФА
- Входит в состав символической сборной Европы по версии European Sports Media: 2008/09
- Входит в состав символической сборной мира по версии ФИФА (6): 2008, 2009, 2010, 2011, 2012, 2013
- Входит в состав символической сборной Европы по версии УЕФА (5): 2008, 2009, 2010, 2011, 2012
- Входит в состав символической сборной по версии FIFPro (6): 2008, 2009, 2010, 2011, 2012, 2013
- Входит в состав символической сборной года по версии L'Équipe (3): 2010, 2011, 2012
- Третий футболист Европы по версии France Football: 2009
- Третий футболист мира (2): 2010, 2011
- Третий игрок чемпионата Испании (Приз Ди Стефано) (2): 2009/10, 2010/11
- Третий игрок Европы по версии французского журнала Onze Mondial: 2011
- Входит в состав символической сборной XXI века по версии УЕФА[47]
- Капитан символической сборной Европы по версии посетителей сайта УЕФА: 2008, 2011[48]
- Обладатель Премии принца Астурийского 2012
- Признан лучшими тренером сезона в Катаре: 2020/2021[49]

## Комментарии
1. ↑  Согласно практической транскрипции, правильным вариантом передачи каталанского Xavi является Ша́ви (ˈʃaβi; см. также интервью с футболистом). Испанское (не каталанское) произношение — Ча́ви[3]. Xavi является диминутивом от Xavier[4][5], передача которого как Хавьер является неточной, поскольку не соответствует фактическому произношению (ни каталанскому, ни испанскому), и представляет собой традиционный вариант передачи испанского имени Javier.